# Arnljot Høyland
Arnljot Høyland   (Bærum, 19 de febrer de 1924 - Trondheim, 21 de desembre de 2002) va ser un matemàtic i estadístic noruec.

## Vida i obra
El seu pare, Torleiv Høyland, era un mestre que va ser internat al camp de treball de Kirkenes durant l'ocupació alemanya, com molts altres mestres, per negar-se a introduir la ideologia nazi a l'escola. Fruit d'aquesta dura experiència va ser el seu llibre Lærernes Kirkenesferd (El viatge dels mestres a Kirkenes) (1946). Høyland fill va acabar els estudis secundaris el 1943, mentre el seu pare estava deportat, però no va poder començar els estudis universitaris perquè la universitat d'Oslo havia estat tancada per les autoritats d'ocupació.
El 1945, acabada la guerra, va començar els estudis universitaris a Oslo, però com que havia de fer el servei militar, es va presentar a l'Alt Comandament de la Defensa i va ser destinat al Servei d'Intel·ligència de Noruega. Els anys 1947 a 1949 va anar estudiant matemàtiques, mecànica i química a la universitat. Høyland va deixar les Forces Armades el 1954 amb el grau de major. Després va ocupar un lloc com a assistent científic del professor Erling Sverdrup a la universitat d'Oslo i va tenir un paper important en l'establiment de la nova assignatura d'estadística. El 1957 va anar a la universitat de Califòrnia a Berkeley, per iniciar estudis de doctorat al seu Institut d'Estadística. Va obtenir el seu doctorat l'any 1963.
El 1965 es va incorporar a l'Institut de Tecnologia de Trondheim (avui NTNU) amb la finalitat de crear el departament d'estadística d'aquesta universitat, de la qual es va retirar el 1994.
La obra de Høyland a partir de 1970 va estar molt focalitzada en la teoria de la fiabilitat, tema sobre el que va publicar una monografia fonamental, juntament amb Marvin Rausand: System Reliability Theory: Models, Statistical Methods, and Applications.
Høyland també és molt conegut a Noruega per ser l'autor de la música d'una nadala molt popular en aquell país: Julekveldsvise. Va compondre la melodia en els anys 1944-45, quan no podia estudiar i es va dedicar a cantar i actuar amb el seu amic, el cantautor Alf Prøysens, autor final de la cançó.